# Альмарас
Альмарас (ісп. Almaraz) — муніципалітет в Іспанії, у складі автономної спільноти Естремадура, у провінції Касерес. Населення — 1426 осіб (2010).
Муніципалітет розташований на відстані близько 180 км на захід від Мадрида, 70 км на північний схід від Касереса.
У муніципалітеті розташована АЕС Альмарас.

## Демографія
Динаміка населення (INE ):